# Marie de Padilla
María de Padilla (vers 1334 - juillet 1361 à Séville) est une noble dame, maîtresse du roi de Castille Pierre Ier. Elle est la fille de Juan García de Padilla (décédé entre 1348 et 1351) et María González de Hinestrosa (décédée après septembre 1356) et la sœur de Diego García de Padilla, maître de l'Ordre de Calatrava.

## Biographie
Pierre Ier rencontre María de Padilla au cours de l'été 1352 alors qu'il conduit une expédition dans les Asturies pour lutter contre son demi-frère Henri de Trastamare. Elle devient sa maîtresse.
En 1353, le roi se marie à Valladolid avec Blanche de Bourbon, fille du duc de Bourbon Pierre (arrière petit-fils de Saint Louis) et d'Isabelle de Valois (petite-fille de Philippe III le Hardi). Ce mariage a déjà été arrangé par le favori du roi João Afonso de Albuquerque et la reine-mère Marie du Portugal, mais sans la bénédiction de Pierre, très épris de María de Padilla. Trois jours après le mariage, il délaisse sa femme et retrouve sa maîtresse, qui lui a déjà donné une fille, Béatrice. Il l'installe dans la résidence royale de l'Alcazar de Séville où elle tient sa propre cour.
María de Padilla meurt, peut-être victime de la peste, en juillet 1361. Après sa mort, Pierre la fait reconnaître comme son épouse légitime en obtenant de l'archevêque de Tolède l'annulation de ses deux mariages précédents et légitimant ainsi leurs enfants,.

## Descendance
Pierre et Maria ont quatre enfants :
- Béatrice (1353-1369), morte la même année que son père,
- Constance (1354-1394), qui épouse en 1371 Jean de Gand, duc de Lancastre et troisième fils d'Édouard III,
- Isabelle (1355-1392), qui épouse en 1372 Edmond de Langley, duc d'York et quatrième fils d'Édouard III,
- Alfonso (1359-1362), nommé héritier légitime de la couronne ; son père négocie son futur mariage avec la fille de Pierre IV d'Aragon mais il meurt en bas âge.

## Source
- (es) Cet article est partiellement ou en totalité issu de l’article de Wikipédia en espagnol intitulé « María de Padilla » (voir la liste des auteurs).

- (en) Cet article est partiellement ou en totalité issu de l’article de Wikipédia en anglais intitulé « María de Padilla » (voir la liste des auteurs).